# Hors
Hors (in armeno Հորս?) è un comune di 317 abitanti (2001) della Provincia di Vayots Dzor in Armenia.